# Слизерин

Герб гуртожитку

Кольори Слизерину

Слизерин (англ. Slytherin) — в романах про Гаррі Поттера, один із 4 гуртожитків Гоґвортської школи чарів і чаклунства, названий на честь одного із засновників школи — Салазара Слизерина.
Особливі риси учнів цього гуртожитку: хитрість, чистота крові (проте не завжди, багато відомих слизеринців напівкровки, так що на даний час чистокровність не така й важлива), амбітність, висока аристократичність і вміння себе подати. Слизеринець дуже мінливий попри показову серйозність — то він злий, то може допомогти ворогам вибратись зі скрутної ситуації… Його переконання хиткі, він може змінити свої й без того непостійні вподобання і символи поклоніння залежно від того, як змінюється влада. До битви за Гоґвортс усі Слизеринці жили ніби в тумані — їм здавалось, що тільки Лорд зможе зробити їхнє існування кращим. Слизеринці також здавна ворогують із ґрифіндорцями, недолюблюють гафелпафців.
Засновник: Салазар Слизерин
Декан: викладач зілля й настійок, професор Северус Снейп. З шостої книги — Горацій Слизоріг, майстер зіллєваріння.
Примара: Кривавий Барон
Символ: змія
Кольори: зелений і срібний
Розміщення: підвальне приміщення у темних тонах

## Відносини з іншими гуртожитками

### Протистояння Ґрифіндору і Слизерину
Ґрифіндор і Слизерин традиційно змагаються між собою за першість у школі Гоґвортс.

## Відомі учні Слизерину
| Роки навчання  | Слизеринці                                      |
| -------------- | ----------------------------------------------- |
| 11 століття    | Салазар Слизерин                                |
| 11 століття    | Нащадок Мерліна                                 |
| 11 століття    | Кривавий Барон                                  |
| 14 століття    | Ніколас Мелфой                                  |
| 16 століття    | Луціус Мелфой                                   |
| 17 століття    | Брут Мелфой                                     |
| 18 століття    | Корвін Ґонт                                     |
| 18 століття    | Септимус Мелфой                                 |
| 1910-ті роки   | Лета Лестрандж                                  |
| 1940-ті роки   | Лорд Волдеморт                                  |
| 1960-ті роки   | Белатриса Лестранж Луціус Мелфой Нарциса Мелфой |
| 1970-ті роки   | Северус Снейп Реґулус Блек                      |
| 1991-1997 роки | Драко Мелфой Пенсі Паркінсон Креб і Гойл        |
| Невідомо       | Маркус Флінт Адріян Пасі Теренс Гіз             |